# 27978 Lubosluka
27978 Lubosluka este un asteroid din centura principală de asteroizi.

## Descriere
27978 Lubosluka este un asteroid din centura principală de asteroizi. A fost descoperit pe 29 octombrie 1997 la Observatorul din Ondřejov de Lenka Šarounová. Asteroidul prezintă o orbită caracterizată de o semiaxă mare de 2,63 ua, o excentricitate de 0,14 și o înclinație de 1,5° în raport cu ecliptica.